# Desmia tages
Desmia tages is een vlinder uit de familie van de grasmotten (Crambidae). De wetenschappelijke naam van de soort is voor het eerst gepubliceerd in 1777 door Pieter Cramer.
De soort komt voor in de Verenigde Staten (Florida), Cuba, Jamaica, Puerto Rico, Mexico, Costa Rica en Panama.